# Місячне посольство

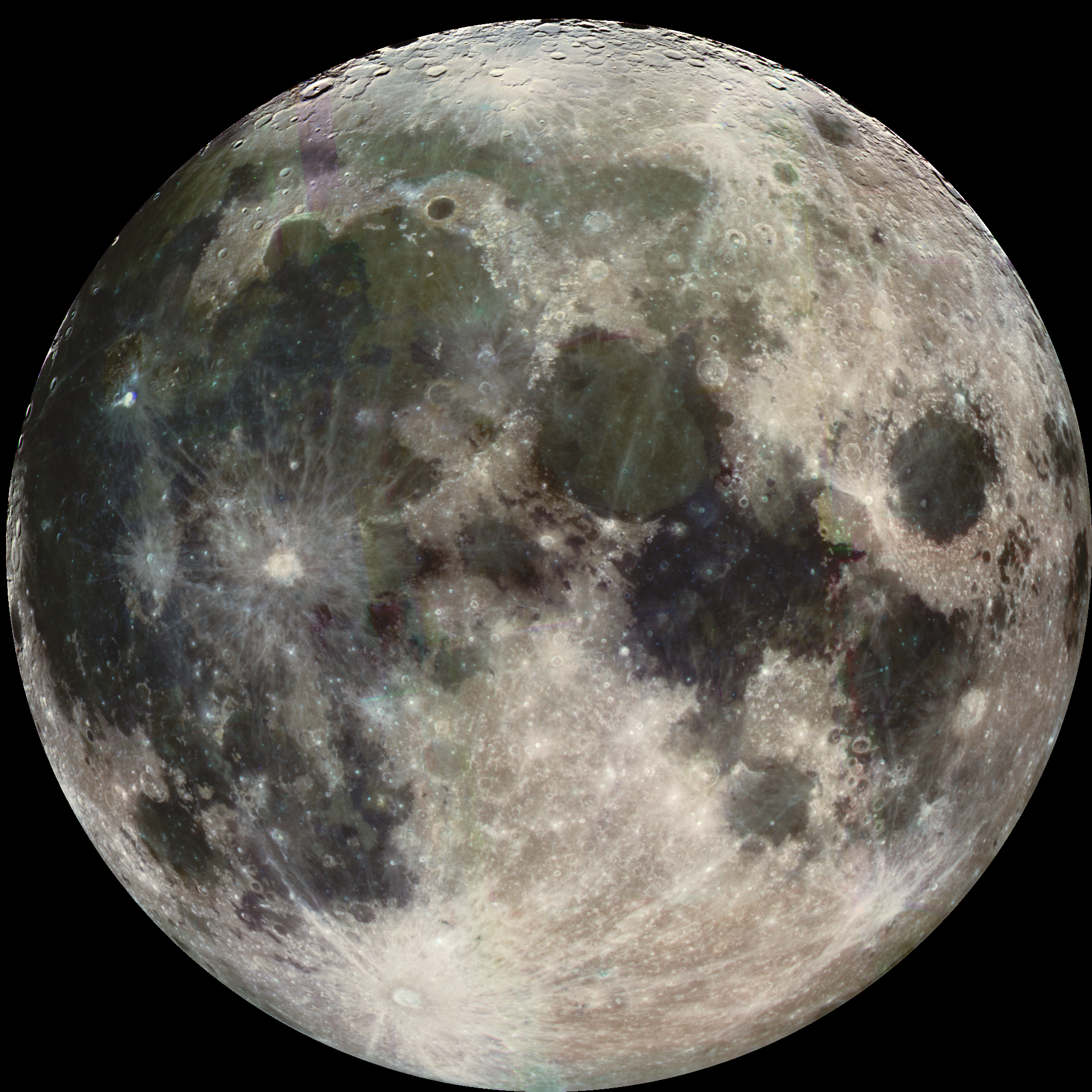

Місячне посольство — організація з продажу «сертифікатів про володіння» деякої площею на позаземних об'єктах, у даному випадку — на Місяці. Крім Місяця, компанія продає «сертифікати про володіння» ділянками на Марсі, рідше — на інших планетах Сонячної системи. Отримані сертифікати не мають  юридичної сили, оскільки, згідно з Резолюцією 2222 (XXI) Генеральної Асамблеї ООН з питань космічного простору 1966 року, космічний простір, включаючи Місяць і інші небесні тіла, не підлягає національному присвоєнню ні шляхом проголошення на них суверенітету, ні шляхом використання або окупації, ні будь-якими іншими засобами. Таким чином, ці сертифікати можуть бути розцінені як оригінальний сувенір.
Попри віртуальну діяльність компанії, місячні сертифікати користуються попитом як кумедні подарунки близьким і друзям.

## Історія
Місяць давно був об'єктом майнових домагань. Фраза «я подарую тобі Місяць» стала крилатою. 1937 року А. Д. Лінсдей зі штату Джорджія пред'явив претензії на «всі планети, острови в космосі і інші матерії». У 1940-х роках багато людей посилали запити до Адміністрації з управління землями (англ. US Bureau of Land Management) на місячні ділянки. У 1948 році Джеймс Томас Манган з Чикаго оголосив себе Першим Представником Нації Зоряного Простору і запропонував продавати «ділянки космосу» зацікавленим покупцям. Надалі пішли й інші численні спроби зайняти місячні території, інші планети або навіть  зорі.
1966 року Генеральна Асамблея ООН ухвалила, що космічний простір, включаючи Місяць і інші небесні тіла, не підлягає національному присвоєнню ні шляхом проголошення на них суверенітету, ні шляхом використання або окупації, ні будь-якими іншими засобами
У 1980 році житель  Каліфорнії (США) Денніс Хоуп звернув увагу на те, що (за його трактуванням), законодавство забороняло володіти зорями й планетами лише державам та корпораціям, а для приватних осіб, як він вважав, такої заборони немає. Скориставшись таким трактуванням законодавства, Денніс Хоуп оголосив себе  власником всіх космічних об'єктів Сонячної системи, крім  Землі і  Сонця.

## Продажі
Поверхня видимої сторони Місяця та інших планет було розбито на ділянки, кожна з яких має свої власні чіткі координати і реєстраційний номер. Стандартний розмір місячної ділянки становить 1 акр, це приблизно 40  соток. Так Деннісом Хоупом було створено реєстраційну базу даних, аналогічну нашому  земельному кадастру. Кожна угода фіксується в головному офісі Місячного Посольства в США і їй присвоюється реєстраційний номер. Продаж ділянки одночасно кільком особам виключена. Разом з договором (сертифікатом) купівлі-продажу власник ділянки отримує карту поверхні планети з зазначеною на ній ділянкою та бланк Конституції, що підтверджує його права, як нового громадянина «Міжпланетної республіки».
Кожен, хто купив ділянку на Місяці, може отримати кілька видів документів (іноді за окрему плату): «Свідоцтво про власність», «Місячну  Конституцію», «Карту Місяця» і «Місячний паспорт».

## Інші претензії
У компанії «Lunar embassy» є конкуренти. Найсерйознішим з них є компанія «Lunar Registry», яка також торгує ділянками на Місяці. Між ними пройшло кілька  судових суперечок, причому на суді відстоювалися не «права власності», а авторські права на ідею.
Крім того, з'явилися компанії, котрі перепродують вже куплені у «Місячного посольства» ділянки Місяця і поділені на більш дрібні, такі як SeleneCity.com.